# 서동명
서동명(徐東明, 1974년 5월 4일 ~ )은 대한민국의 전 축구 선수 및 현 지도자이다.

## 개요
강원도 삼척시 출생으로 주문진중학교, 주문진수산공업고등학교, 울산대학교를 졸업했다. 196cm의 장신으로 구약성경에 나오는 거인인 '골리앗'이라는 별명을 얻었다. 2000년 성남 일화 천마와의 경기에서 골을 넣어, '골 넣는 골키퍼'라는 별명이 붙기도 하였다.

## 클럽 경력
1996년 울산 현대에 입단하여 K-리그에 데뷔했으나 2년 동안 리그에서 9경기를 뛰는 데 그쳤으며, 1997년 12월 전북 현대로 현금 1억 원에 트레이드됐다. 트레이드되자마자 1998년 상무에 입대해 군 복무를 마친 뒤 2000년 2월에 전북 현대 모터스로 복귀했다.
이후 2002년 2월 황승주와의 맞트레이드를 통해 울산 현대로 복귀하여, 팀의 K-리그 1회 우승 (2005년), K-리그 2회 준우승 (2002년, 2003년)에 공헌하였다. 2007년 부산 아이파크로 이적하였으나 2년 동안 리그에서 12경기를 뛰는 데 그쳤고, 2008 시즌이 끝난 뒤 은퇴하였다.

## 국가대표팀 경력
1996년 하계 올림픽에 선발되었다.
1995년 2월 19일, 다이너스티컵에서 중국과의 경기로 A매치 데뷔전을 치렀다. 1998년 FIFA 월드컵에 최종 엔트리에 포함되었지만, 본선에서 기용되지는 않았다.

## 지도자 경력
은퇴 후 2008년 12월부터 K-리그 신생 팀인 강원 FC의 코치를 맡게 되었다.
2012년부터 상주 상무의 코치를 맡게 되었다. 이후 2016 시즌부터 포항 스틸러스에서 골키퍼 코치로 최진철 감독을 보좌하게 되었다.
2021년 12월 15일에 서울 이랜드의 골키퍼 코치로 부임하였다.

## 그 외
전북 현대 모터스에서 활약할 당시, 대한민국 골키퍼로서는 최초로 필드 플레이어로 뛰기도 하였다.
2004년 11월, 전경진과 결혼하여 2005년 9월 딸이 태어났다.

## 경력 목록

### 클럽 경력
- 1996년 ~ 1997년  울산 현대
- 1998년 ~ 1999년  상무 (군복무)
- 2000년 ~ 2001년  전북 현대 모터스
- 2002년 ~ 2006년  울산 현대
- 2007년 ~ 2008년  부산 아이파크

### 국가대표팀 경력
- 1998년 FIFA 월드컵 대표

### 지도자 경력
- 2008년 ~ 2011년 강원 FC 코치
- 2012년 상주 상무 피닉스 코치
- 2016년 ~ 2017년 포항 스틸러스 코치
- 2022년 ~ 현재 서울 이랜드 FC 골키퍼 코치

## 수상 내역

### 개인
- 1996년 대한체육회 아마추어선수 부문 최우수선수상 수상
- 2003년 K리그 베스트 11 선정

### 클럽

#### 울산 현대 호랑이
- K-리그 우승 2회 (1996년, 2005년)
- K-리그 준우승 2회 (2002년, 2003년)
- 아디다스 컵 준우승 1회 (2002년)
- 하우젠 컵 준우승 1회 (2005년)
- 대한민국 슈퍼컵 우승 1회 (2006년)
- A3 챔피언스컵 우승 1회 (2006년)

#### 전북 현대 모터스
- FA컵 우승 1회 (2000년)
- 대한민국 슈퍼컵 준우승 1회 (2001년)